# 고령화
고령화 (高齡化, 영어: population aging) 또는 노령화는 다른 사회와 비교할 때 노령인구의 비율이 현저히 높아가는 사회이다. 저출산 및 평균수명이 높아지면서 진행되고 있다. 그 결과 해당 국가들에서는 고령화로 인한 막대한 사회보장비용이 지출되고 있다.

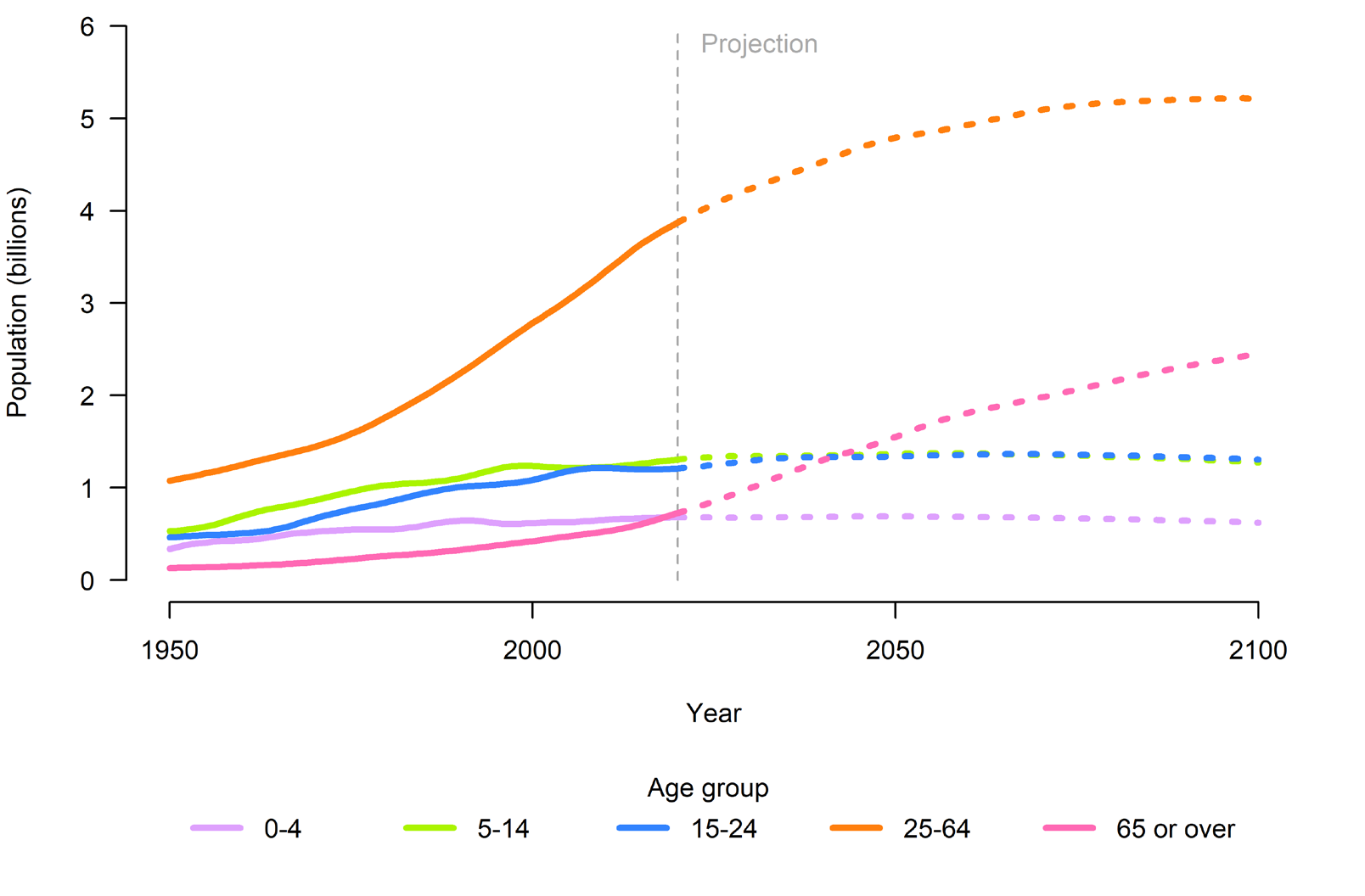
1950-2100 전 세계 연령대별 인구 비율. 2020년부터는 유엔 예측치에 해당함.

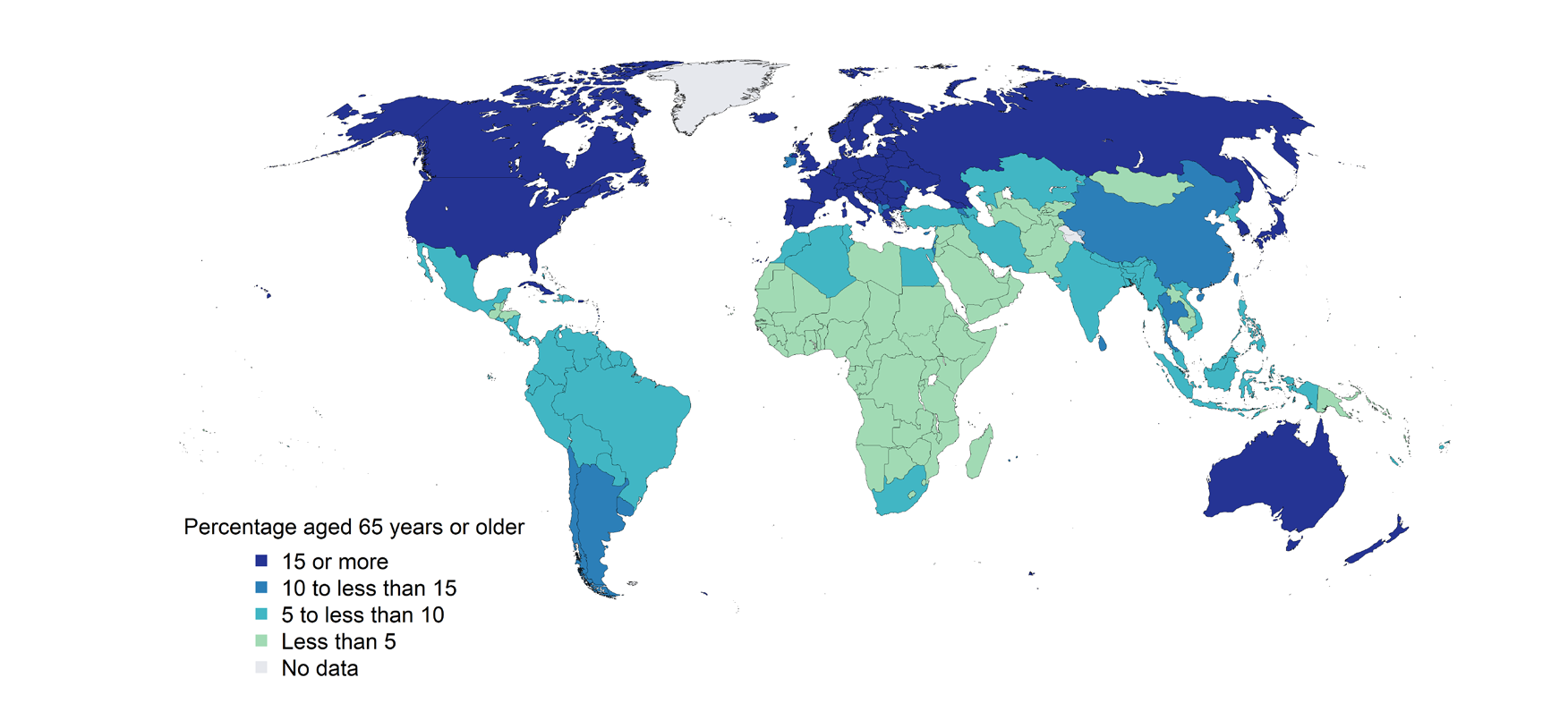
2019년 국가별 65세 이상 인구 비율

## 한국의 고령화 현황
|      | 2021. 06 | 2021. 06  | 2015 | 2015      | 2010 | 2010      | 2005 | 2005      | 2000 | 2000      |
| 비율 | 인구     | 비율      | 인구 | 비율      | 인구 | 비율      | 인구 | 비율      | 인구 |           |
| ---- | -------- | --------- | ---- | --------- | ---- | --------- | ---- | --------- | ---- | --------- |
| 한국 | 16.7     | 8,652,198 | 13.1 | 6,775,101 | 10.9 | 5,506,352 | 8.9  | 4,324,524 | 7.0  | 3,355,614 |

## 고령화 지수
고령화 지수(老齡化 指數, 영어: aging index)는 14세 이하 인구 대비 65세 이상 노령인구의 백분율을 뜻한다. 쉽게 말해 어린아이들의 수보다 노인층의 인구가 더 높은 것을 말한다.

## 고령화 정도에 따른 사회 분류
유엔 경제사회이사회에서 발간한 1956년도 학술지인 인구연구(Population Studies) 제26권에 실린 개인 논문에서 저자는 65세 이상 인구가 4% 미만이면 청년인구, 4~7% 사이면 장년인구, 7% 이상이면 고령인구로 분류했다. 출처가 유엔이라고 알려진 자료에 의하면 65세 이상 인구가 7% 이상이면 고령화사회, 14% 이상이면 고령사회, 20% 이상이면 초고령사회로 분류한다.

## 세계적 동향
일반적으로 출산율이 낮으면서 수명은 긴 국가들은 고령화 현상이 발생하는데, 2018년에 이르러서는 전 세계 인구 중에 65세 이상 노인 인구가 5세 미만 유아 인구를 처음으로 추월하였다. 2050년에 이르러서는 노인 인구가 2019년 대비 2배 이상이 될 것으로 예상되는데 비해, 5세 미만 유아 인구는 크게 달라지지 않을 것으로 예상된다. 즉, 2050년 노인 인구는 15억 명에 달하며, 5세 미만 유아 인구보다 2배 이상 많은 것은 물론 15~24세 인구 13억 명보다도 많아진다는 것이다. 남성, 여성의 인구는 거의 비슷하나, 여성이 조금 더 많을 것으로 전망된다. 그 이유는 여성이 남성보다 수명이 더 길기 때문이다.

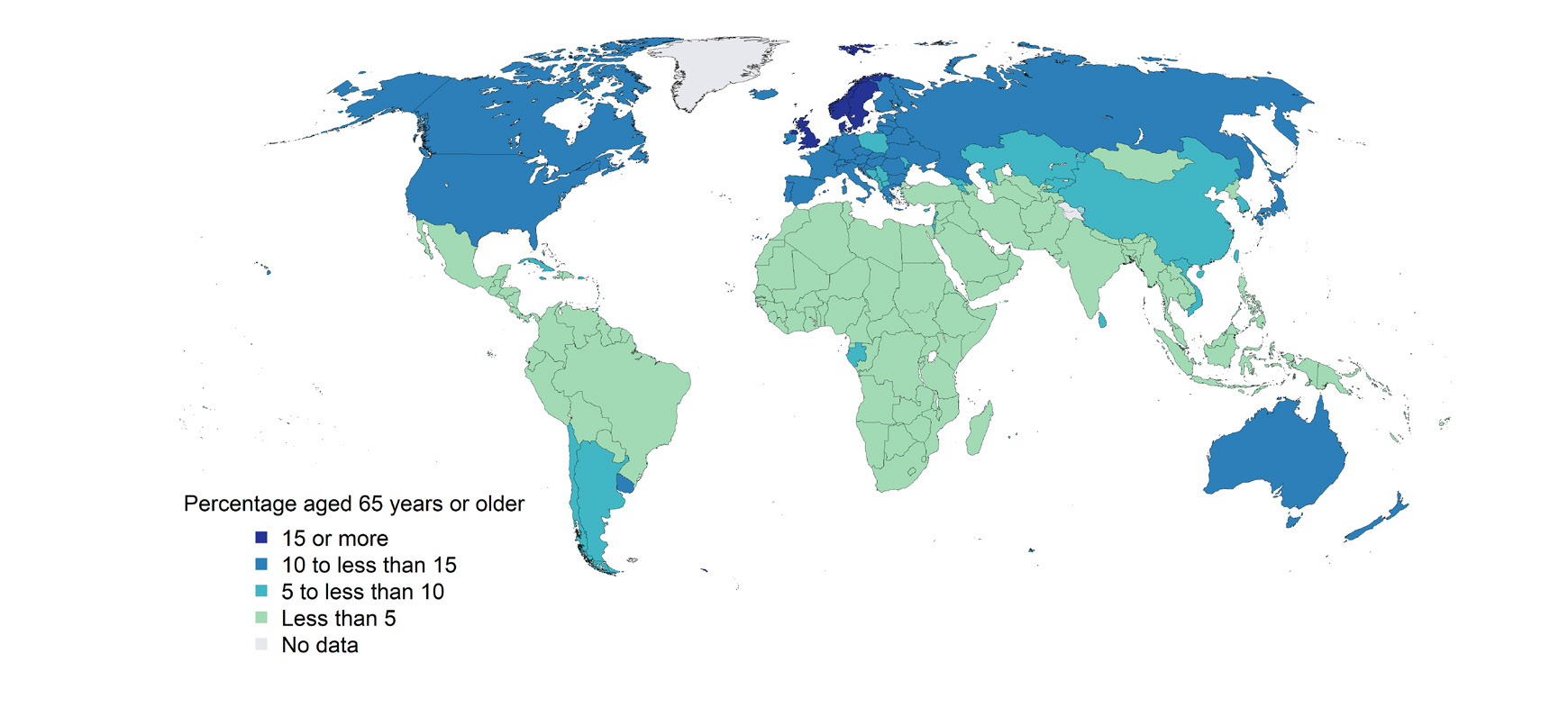
1990년 국가별 65세 이상 인구 비율

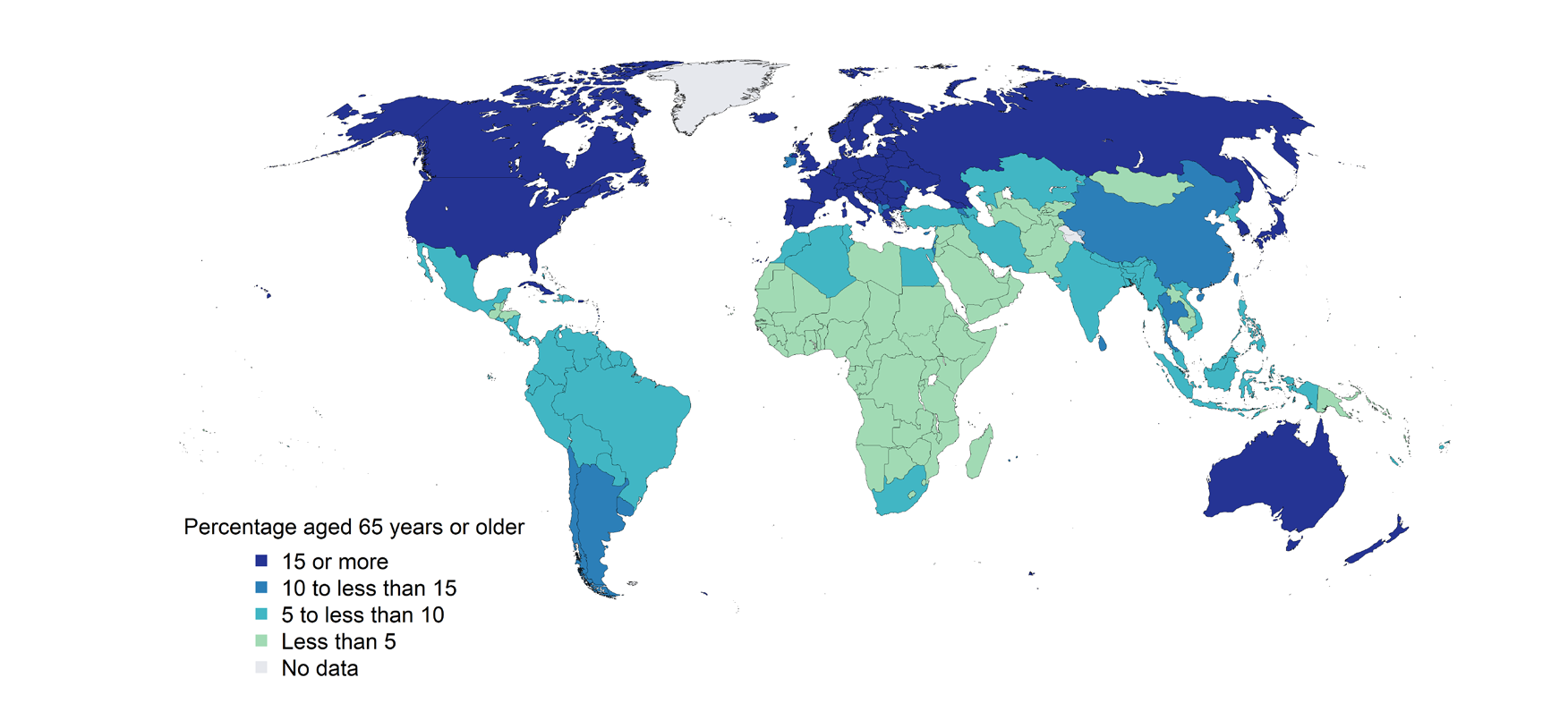
2019년 국가별 65세 이상 인구 비율

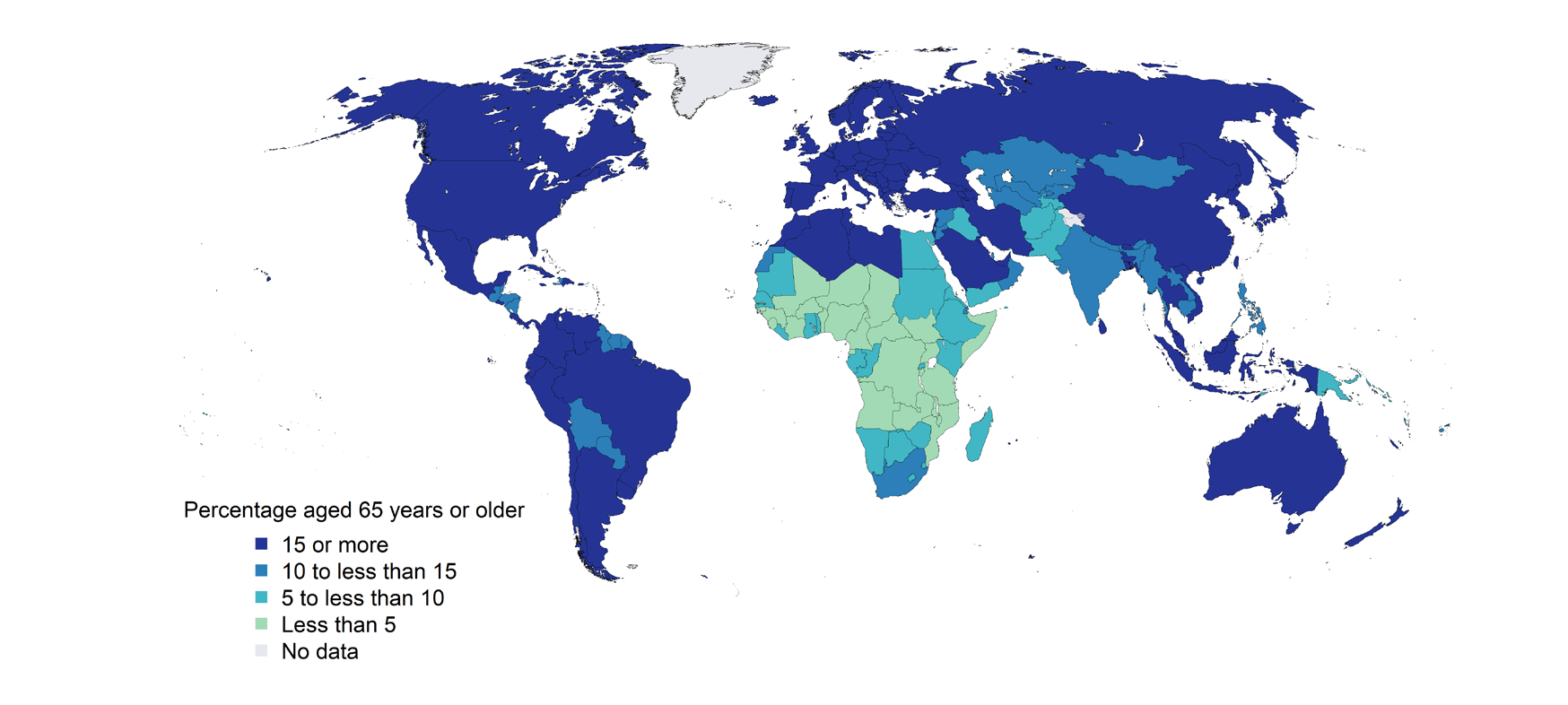
2050년 지역별 국가별 65세 이상 인구 비율 (예측)

유엔에 따르면, 2019년 기준 65세 이상 노인 인구가 가장 많은 지역은 유럽 및 북아메리카 지역으로 18%에 달하며, 그 다음은 호주 및 뉴질랜드 지역 16%에 달하며, 이 두지역 모두 계속 노령화가 진행중에 있다. 2050년에는 유럽 및 북아메리카 지역 인구 4명 중 1명꼴로 노인이 될 수도 있다고 한다. 다른 지역도 고령화가 진행되기는 마찬가지인데, 라틴 아메리카 및 카리브해의 경우 2019년 9%에서 2050년 19%로, 동아시아 및 동남아시아는 2019년 11%에서 2050년 24%로 노인 비율이 증가할 것으로 예상된다.
|                                    | 2019  | 2030  | 2050  | 2100  |
| 사하라 이남 아프리카               | 3.0%  | 3.3%  | 4.8%  | 13.0% |
| 중동 및 북아프리카                 | 5.7%  | 7.6%  | 12.7% | 22.4% |
| 중앙아시아 및 남아시아             | 6.0%  | 8.0%  | 13.1% | 25.7% |
| 동아시아 및 동남아시아             | 11.2% | 15.8% | 23.7% | 30.4% |
| 라틴 아메리카 및 카리브해          | 8.7%  | 12.0% | 19.0% | 31.3% |
| 호주 및 뉴질랜드                   | 15.9% | 19.5% | 22.9% | 28.6% |
| 오세아니아 (호주 및 뉴질랜드 제외) | 4.2%  | 5.3%  | 7.7%  | 15.4% |
| 유럽 및 북아메리카                 | 18.0% | 22.1% | 26.1% | 29.3% |
| 전 세계                            | 9.1%  | 11.7% | 15.9% | 22.6% |

전 세계에서 가장 젊은 축에 속하는 사하라 이남 아프리카 지역도, 고령화가 진행되고 있지만, 다른 지역에 비해서는 확실히 느린 편인데, 2019년 3%에서 2050년에 5%로 노인 비율이 증가할 것으로 예상된다.
80세 이상의 노인 인구는 65세 이상보다도 훨씬 빠르게 증가하고 있는데, 1990년 80세 이상은 전 세계에서 5400만 명에 불과했지만, 2019년에 이르러서는 거의 3배에 해당하는 1억 4300만 명으로 급증했다. 2050년에는 마찬가지로 또다시 3배에 해당하는 4억 2600만 명, 2100년에는 8억 8100만 명으로 증가할 전망이다. 2019년 기준 80세 이상 인구의 38%를 유럽 및 북아메리카가 차지하고 있지만, 2050년에는 26%, 2100년에는 17%로 이 지역이 차지하는 비율은 줄어들 전망이다.
|                           | 1950 | 1990  | 2020  | 2050  | 2100  |
| 아프리카                  | 3.2% | 3.2%  | 3.5%  | 5.8%  | 13.9% |
| 아시아                    | 4.0% | 4.9%  | 8.9%  | 18.1% | 27.6  |
| 유럽                      | 8.0% | 12.7% | 19.1% | 28.1% | 30.4% |
| 라틴 아메리카 및 카리브해 | 3.5% | 4.8%  | 9.0%  | 19.0% | 31.3% |
| 북아메리카                | 8.2% | 12.5% | 16.8% | 22.6% | 27.9% |
| 오세아니아                | 7.3% | 9.0%  | 12.8% | 17.9% | 24.0% |
| 전 세계                   | 5.1% | 6.2%  | 9.3%  | 15.9% | 22.6% |

## 영향

### 복지 지출 증가
복지제도의 최대 수혜자인 노령층이 증가할수록 유권자의 인기에 민감한 정치권이 노령층에 더 많은 혜택이 돌아가는 복지체계를 제안할 가능성이 커진다. 수급자와 납부자가 일치하지 않는 복지혜택의 특성상 고령화는 정부지출 증가에 영향을 줄 수 있다.

## 같이 보기
- 노령화지수
- 중위연령
- 대한민국의 고령화
- 일본의 고령화